# Tânia Ferreira
Tânia Ferreira (nascida em 17 de julho de 1974, na cidade de Santos) é uma desportista brasileira que competiu na categoria do judô.Tânia Ferreira na Olympedia   Ganhou uma medalha de bronze nos Jogos Panamericanos de 2003, e cinco medalhas no Campeonato Panamericano de Judô, entre os anos 1999 e 2003.

## Competições internacionais
| Jogos Panamericanos     | Jogos Panamericanos                                                      | Jogos Panamericanos | Jogos Panamericanos |
| Ano                     | Lugar                                                                    | Medalha             | Categoria           |
| ----------------------- | ------------------------------------------------------------------------ | ------------------- | ------------------- |
| 2003                    | Santo Domingo ( República Dominicana. República Dominicana . Dominicana) | Medalha de bronze   | –57 kg              |
| Campeonato Panamericano |                                                                          |                     |                     |
| Ano                     | Lugar                                                                    | Medalha             | Categoria           |
| 1999                    | Montevideo (Uruguai)                                                     | Medalha de bronze   | –57 kg              |
| 2000                    | Orlando (Estados Unidos)                                                 | Medalha de prata    | –57 kg              |
| 2001                    | Córdoba (Argentina)                                                      | Medalha de prata    | –57 kg              |
| 2002                    | Santo Domingo ( República Dominicana. República Dominicana . Dominicana) | Medalha de prata    | –57 kg              |
| 2003                    | Salvador (Brasil)                                                        | Medalha de bronze   | –57 kg              |